# Olof Kiörning
Olof Kiörning, född 31 augusti 1704 i Attmar, död 11 juni 1778 i Säbrå, var biskop i Härnösands stift.
Olof Kiörning var son till komministern i Attmar, Georgius Kiörning och Inga Hög, dotterdotter till prosten Olof Lidman i Tuna och dotter till en borgare i Söderhamns stad.
Olof Kiörning studerade vid Uppsala universitet och var primus bland 85 vid magisterpromotionen 14 juni 1731. Han prästvigdes 30 januari 1732 och blev teologie doktor vid Helmstedts universitet 1737. Han var rektor vid Fransyska Skolan i Stockholm från 22 februari 1729 och pastor vid Sankt Jakobs kyrka och Sankt Johannes kyrka från 13 november 1743.
Olof Kiörning blev utsedd till superintendent i Härnösand stift och fick titeln biskop 1773. Han var gift med Elisabet Margareta von Hermansson vars mor var en Steuch. Deras barn adlades med namnet von Kiörning.